# Pseudostellaria polymera
Pseudostellaria polymera är en nejlikväxtart som först beskrevs av Takenoshin Nakai, och fick sitt nu gällande namn av Takenoshin Nakai. Pseudostellaria polymera ingår i släktet Pseudostellaria och familjen nejlikväxter. Inga underarter finns listade i Catalogue of Life.